# Pidginspråk
Ett pidginspråk (ursprungligen avseende endast engelska språkvarianter) är ett språk som uppstår tillfälligt och för enstaka ändamål då två ofta vitt skilda språk kolliderar. Pidginspråket karakteriseras av en begränsad vokabulär, som endast omfattar sådana begrepp som kräver omnämning, samt en mycket enkel eller helt icke-existerande grammatik. Om ett pidginspråk etableras så långt att det får modersmålstalare, räknas det som ett kreolspråk. Exempel på pidginspråk är hiri motu, chinook jargon, fanagalo, kinesisk pidginengelska och Tây Bồi.
Under kolonialismens år var det vanligt att pidginspråk uppstod i kontakten mellan kolonisatörernas och lokalinvånarnas språk, som ett lingua franca. I normalfallen upphör dessa blandspråk att användas i och med att mötesplatserna mellan källspråken försvinner, såsom det norsk-ryska språket russenorsk, som användes av fiskare i Norra ishavet av norrmän å ena sidan, och ryssar å den andra. Russenorsk är ett av få kända pidginspråk som uppstått mellan folk på ungefär lika villkor; de flesta pidginspråk har uppstått mellan kolonisatörer och koloniserade..
Ett annat nordiskt exempel på pidginspråk är det baskisk-isländska pidginspråket som finns dokumenterat i isländska handskrifter från 1600-talet.
Pidginspråk kan även bestå av tecken, såsom de nordamerikanska prärieindianernas teckenspråk.
Då ett pidginspråk permanentas, utvecklas det också, precis som andra språk. Utvecklingen kallas kreolisering, och leder till uppkomsten av ett kreolspråk. Exempel på sådana är tok pisin (Papua Nya Guinea) och haitisk kreol (Haiti).

## Etymologi
Ordet pidgin kommer ursprungligen från det kinesiska uttalet av det engelska ordet business. Begreppet verkar alltså ha uppkommit ur behovet av ett enkelt språk för att kunna göra affärer, business. Att ordet skulle ha något att göra med kommunikation genom brevduvor (engelska pigeon) har inget stöd i språkhistorien.
Tok pisin, se ovan, är i sin tur namnet på ett sådant språk, och betyder helt enkelt tala pidginspråk (engelska talk pidgin).